# Shady
Shady è un singolo del cantante canadese Ali Gatie, pubblicato il 18 marzo 2018.

## Tracce
1. Shady – 2:49